# 2013年洛杉磯國際機場槍擊案
2013年洛杉磯國際機場槍擊案是在2013年11月1日太平洋时区上午約9:20，發生在洛杉磯國際機場第三航廈的槍擊案件，年齡23歲的保罗·安东尼·希恩西亚（Paul Anthony Ciancia）被控以來福槍射殺了一名美國聯邦运输安全委员会的官員，另外有多人受傷。

## 過程
在2013年11月1日上午，希恩西亚據稱進入洛杉磯國際機場第三航廈，從袋子中拿出一把半自動史密斯威森軍警型M&P15來福槍，隨即開槍。接著進入美国运输安全委员会的掃描區域，通過安全檢查點，進入安全區內。一名證人在接受CNN訪問時說道，嫌犯在開槍時並非在奔跑，而是慢慢走進中央大厅。希恩西亚在航廈的美食廣場遇到洛杉磯機場警局的警員，展開槍戰。希恩西亚身中四槍後被捕，由救護車送到附近的醫院急救。

## 傷亡

### 死者
希恩西亚在機場射殺了运输安全委员会的官員Gerardo I. Hernandez。Hernandez年鹷39歲，在送達洛杉矶加州大学雷根医院後宣告死亡。他是十二年來，首位在執勤中死亡的运输安全委员会官員。Hernandez是一位行為偵測專家，在15歲時由薩爾瓦多移民到美國。

### 傷者
七名傷者在現場接受治療。受到槍擊的包括另一位运输安全委员会的成員及一名29歲的男性。六名傷者送到附近的地區醫院，而二位有槍傷的傷者送到洛杉矶加州大学雷根医院。有些傷者不是受到槍傷。
希恩西亚在第三航廈美食廣場遭遇執法部門，當時已在緊急狀態下，希恩西亚身中四槍，警員將希恩西亚手上的來福槍踢落．隨後由救護車送到地區醫院處理。KCAL-TV拍到的影片中，希恩西亚由救護車送到醫院，周圍有多名警員，希恩西亚被手銬銬在擔架上。

## 嫌犯
嫌犯只有一人，是住在洛杉磯年齢23歲的保罗·安东尼·希恩西亚（Paul Anthony Ciancia）。希恩西亚在新泽西州塞勒姆縣的Pennsville長大，2008年時從Salesianum學校畢業。希恩西亚帶了一張紙條，上面寫他「想要殺TSA（美国运输安全委员会）」並且稱他們是豬。11月1日稍早時，希恩西亚的家人因為多次試圖聯絡他卻都失踪，因此申請失踪人口報告，洛杉矶警察局去他的住所時，希恩西亚恰巧不在住處中，他的室友說他當天稍早時還在住處。因為警員已確認希恩西亚在哪裡，因此沒有提出失踪人口報告。希恩西亚在幾天前才提到他的生活。

## 最初的反應
洛杉機機場警局疏散了許多航厦的乘客，並尋找是否有其他的嫌犯。荷槍實彈的警員在車內巡邏，並由警犬找尋機場附近，和機場以行人天橋相連的停車場，看是否有爆裂物。美國聯邦航空總署使所有要起飛的所有航班停飛，跑道24L及24R及第1,2,3航厦也關閉，約三百名乘客被疏散到Tom Bradley國際航厦，並在離開航厦時重新進行掃描檢查。有些班機被調整到大洛杉矶地区的其他機場，大部份改到洛杉磯安大略國際機場，有些則到長灘機場。大部份調整的班機都是預定在1,2,3航厦起飛的航班。

## 起訴
聯邦檢查官在11月2日以謀殺聯邦官員及在國際機場使用暴力的罪名對希恩西亞起訴，由於還有二個人受到槍傷，希恩西亞還可能因為試圖謀殺的罪名受到州政府或聯邦政府的起訴。